# Globuliroseum cocciniae
Globuliroseum cocciniae är en svampart som beskrevs av Sullia & K.R. Khan 1984. Globuliroseum cocciniae ingår i släktet Globuliroseum, divisionen sporsäcksvampar och riket svampar.   Inga underarter finns listade i Catalogue of Life.